# 17. Majdag
17. Majdag er en film instrueret af Peter Elfelt. Filmen er en stumfilm filmet i sort-hvid og er filmet i Danmark. 